# Waage von Gouda

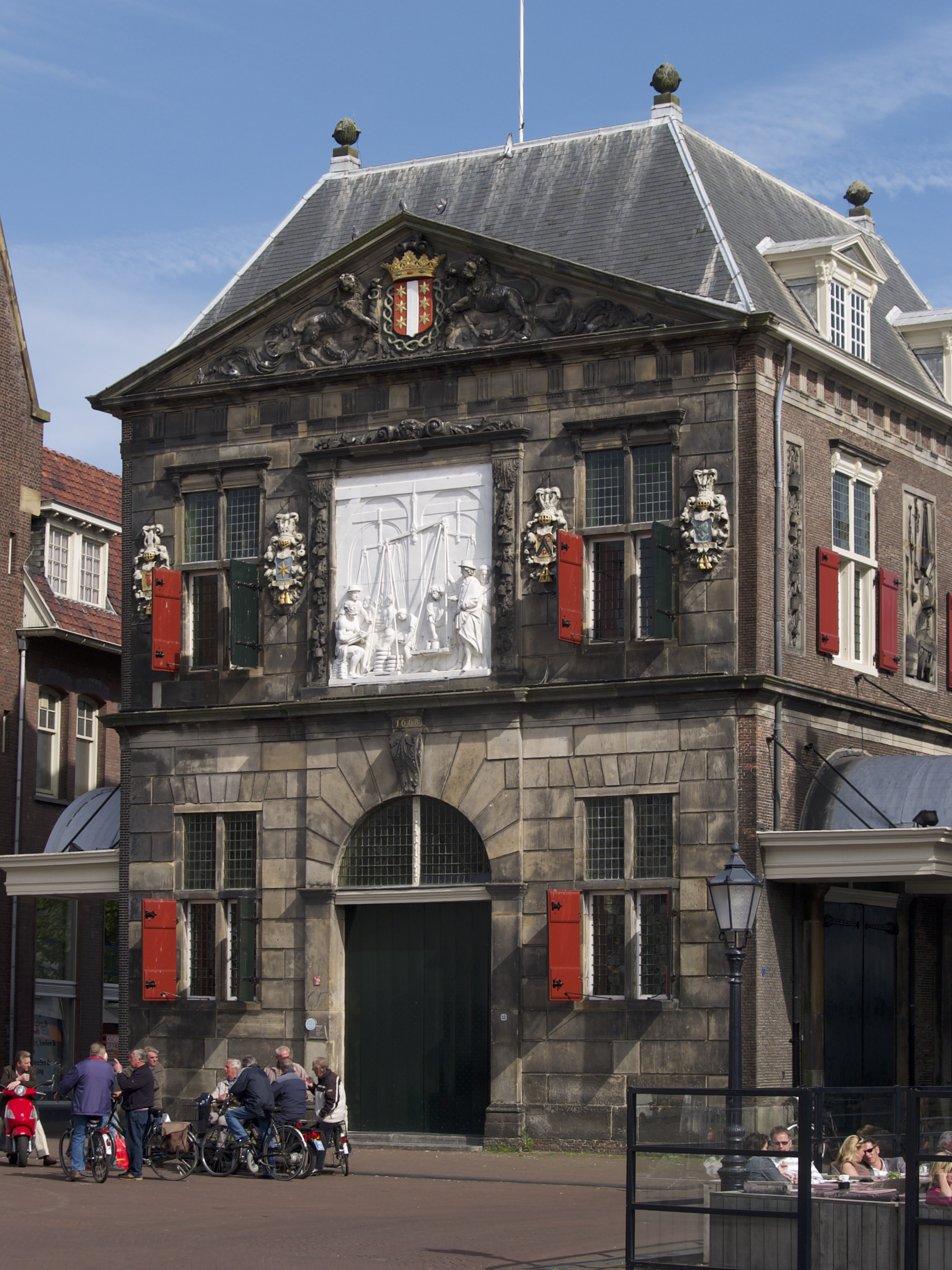
Waage von Gouda, Vorderfassade, 2009

Die Waage von Gouda ist ein bedeutendes Werk des Architekten Pieter Post. Sie wurde 1670 fertiggestellt. Als monofunktionales Waaggebäude stellt es den Höhepunkt in der Entwicklung dieses Bautyps dar.

## Geschichte
Die öffentliche Waage befand sich in Gouda ursprünglich aller Wahrscheinlichkeit nach im Rathaus. Dieser Bezug kommt in der städtebaulichen Anordnung zum Ausdruck. Während das Rathaus nämlich in der Mitte des Marktplatzes steht, nimmt die Vorderfassade der Waage die Flucht der Platzwand auf. Der besondere Bezug zwischen Rathaus und Waage kommt nicht nur durch die Tatsache zum Ausdruck, dass beide Gebäude in einer Achse stehen, sondern auch dadurch, dass sie gleich breit sind. Als öffentliche städtische Gebäude sind sie zudem höher als die umgebende Wohnbebauung und durch die Verwendung von Naturstein für die Fassaden hervorgehoben. Auch die Tatsache, dass die Waage in einem Abstand zu der angrenzenden Wohnbebauung steht, unterstreicht ihre besondere Bedeutung im Bild der Stadt.

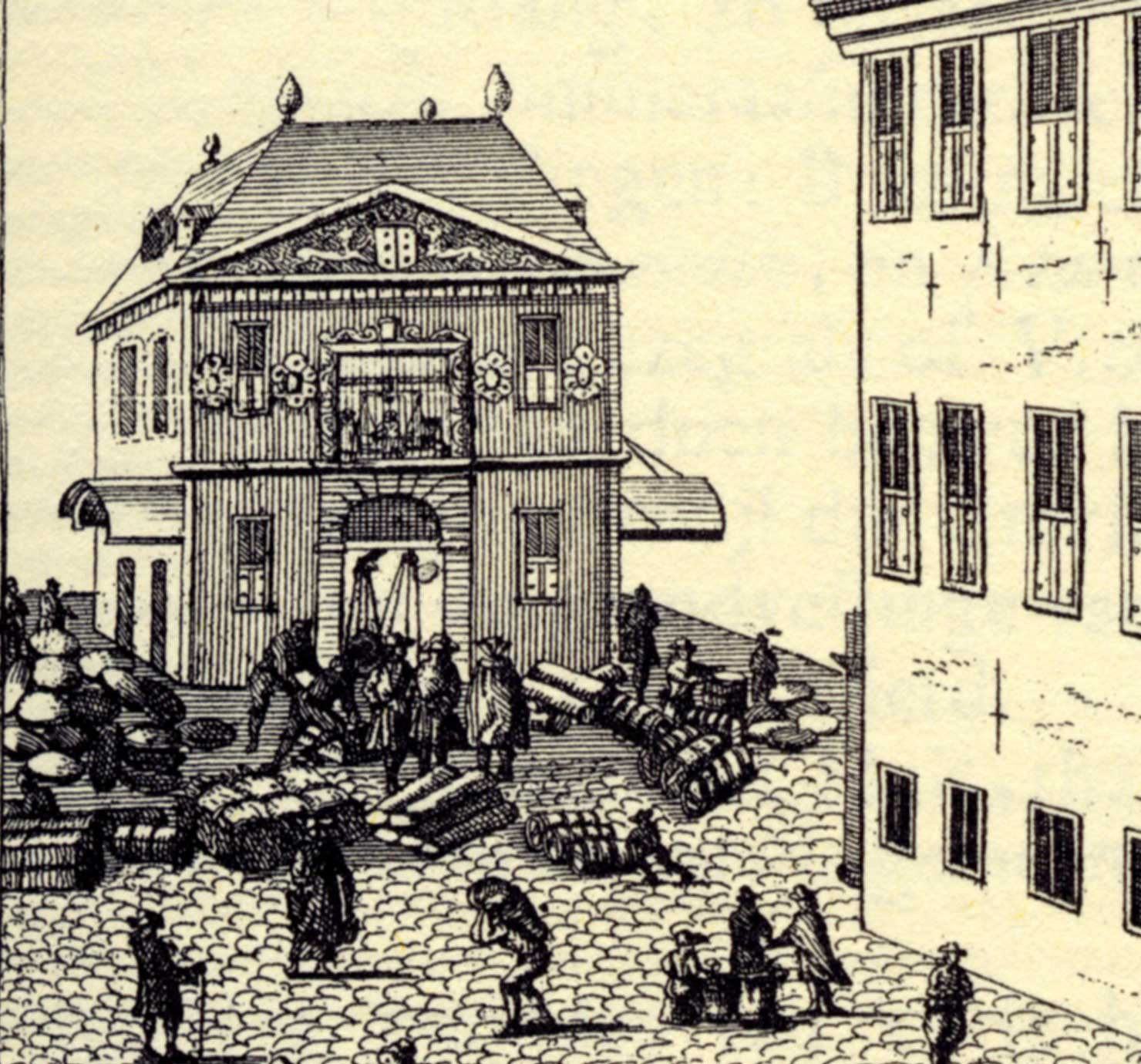
Waage und Rathaus, Zeichnung von Arend Lepelaar, 1712

Bei seinem Entwurf hat sich der Architekt Pieter Post zunächst von seinem Entwurf für die Waage von Leiden leiten lassen. Bei der Vorderfassade erfolgt ebenfalls ein Verzicht auf ein funktional wünschenswertes Vordach, um die monumentale turmartige Erscheinung nicht zu beeinträchtigen. Dagegen haben die Seiten Vordächer. Diese sind tonnenförmig. Sie dienen den verschiebbaren Balkenwaagen als Witterungsschutz, wenn sie halb nach außen gefahren sind und dort mit Waren beladen werden. Insgesamt hat die Waage von Gouda sechs Wiegestellen, von denen aber die hinten in der Torachse gelegene nie mit einer Balkenwaage ausgestattet wurde. Das Obergeschoss dient in erster Linie der Überhöhung des Gebäudes und hat die für den Bautyp charakteristische wechselnde Nutzung.
Die Fassade der Waage von Gouda ist zweigeschossig und dreiachsig. Das Erdgeschoss ist relativ schlicht und hat eine als Quadermauerwerk gestaltete Natursteinverblendung. Im Obergeschoss nimmt ein Relief des Bildhauers Bartholomeus Eggers mit einer Wiegeszene die Mittelachse ein. Dort sind u. a. auch die ortstypischen großen runden Käselaibe dargestellt. Seitlich befinden sich neben den beiden Fenstern je zwei Wappen der Regentenfamilien der Stadt. Die Fenster sind mit ihren Steinkreuzen eigentlich für die allgemeine Entwicklung der Formensprache veraltet und können vielleicht als Anspielung auf das Rathaus oder allgemein an den Charakter Goudas als Landstadt verstanden werden. Das Obergeschoss wird nach oben hin durch einen dorischen Fries und ein Tympanon abgeschlossen.

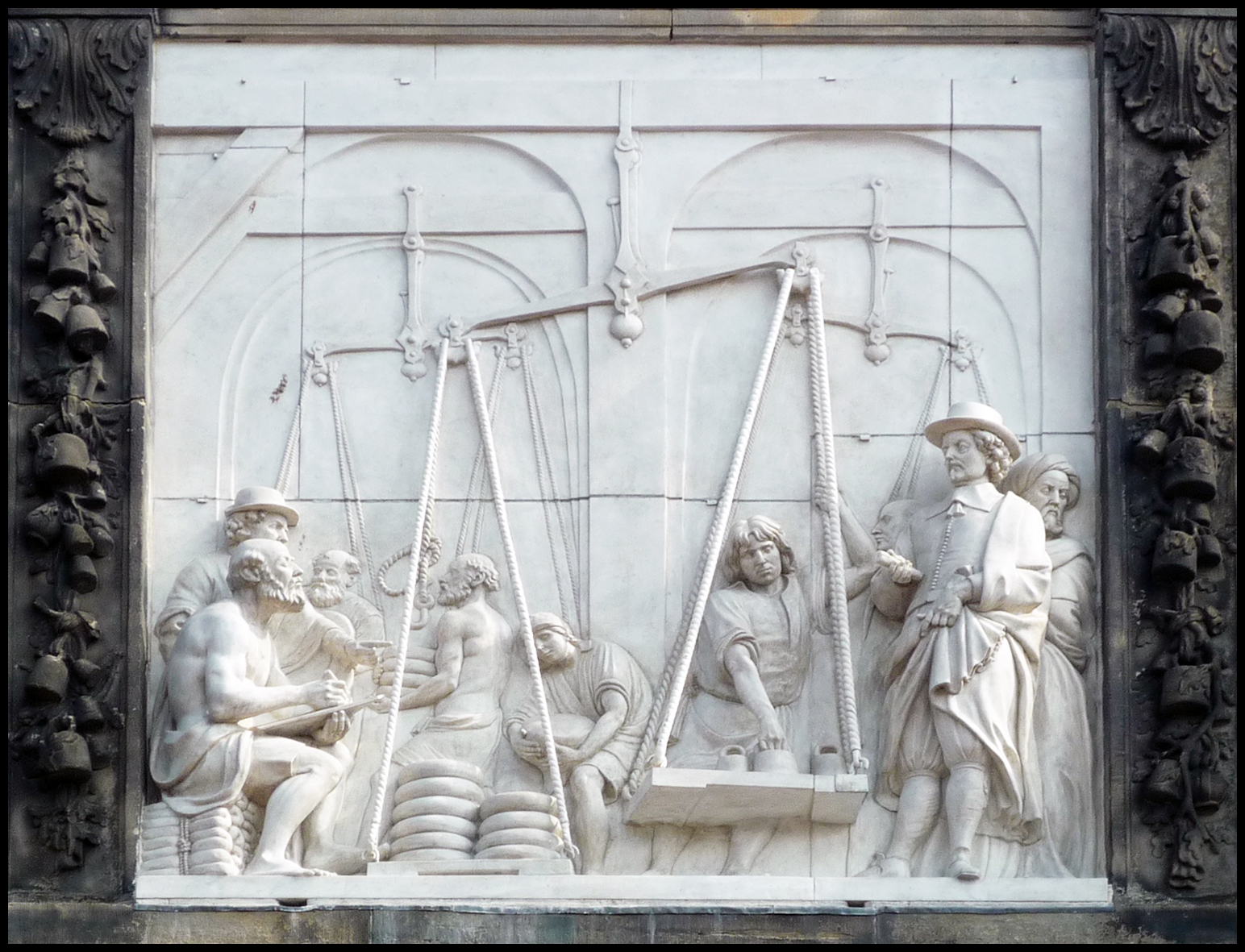
Relief an der Vorderfassade der Waage von Gouda

Zum Bau der Waage von Gouda wurde am 23. Mai 1667 eine Kommission eingerichtet, die den Architekten Pieter Post bestellte. Für den Bau der Waage mussten an der Baustelle zehn Wohnhäuser abgerissen werden. Danach konnte der Bau am 5. April 1668 begonnen und nach gut zwei Jahren im Mai 1670 in Betrieb genommen werden.
Die Waage von Gouda passt mit ihrer bodenständigen Gestaltung gut zu der Landstadt Gouda. In typologischer Hinsicht stellt das Gebäude einen Höhepunkt in der Entwicklung des monofunktionalen Bautyps Waage dar. Es zeigt nämlich die Verbindung des Turmtyps mit dem Laubentyp und führt damit zu einer ausgesprochenen Monumentalität in Verbindung mit einer hohen Funktionalität.